# 김경욱 (노동운동가)
김경욱(1970년 ~ )은 예비역 대한민국 육군 대위 출신의 노동운동가 겸 사회운동가이며 노조계기업가이다.

## 이력
2007년에서 2008년에 걸친 이랜드 비정규직 사태 당시 이랜드 일반노조위원장으로 투쟁을 이끌었다. 노동계 안에서도 육군사관학교 출신의 노조 위원장이라는 경력은 독특하게 평가되며, 이랜드 사태에 대한 관심 못지않게 세간의 시선을 받기도 했다. 네이버 웹툰 송곳은 주인공 이수인의 모티브를 김경욱으로 하였다고 알려졌다.

## 생애
1993년 육사 49기 문학사 학위에 이어 1995년 보병학교를 졸업하였고 1998년 육군 대위 예편 이후 같은 해 1998년 까르푸에 입사하였다. 2002년 신임 프랑스인 점장의 불법적 직원 해고조치를 계기로 이듬해 노조 활동을 시작하게 된다.
2006년 M&A 고용, 노조, 단협 승계를 이뤄냈으며, 2007년 비정규직 투쟁을 이끌었다.

## 관련 작품
- 길은 복잡하지 않다, 이갑용, 2009
- 카트, 부지영, 2014
- 송곳, 최규석, 2014